# Tryphon mauritanicus
Tryphon mauritanicus là một loài tò vò trong họ Ichneumonidae.